# Naratorn Pornjitkittichai
Naratorn Pornjitkittichai (thailändisch นราธร พรจิตรกิตติชัย, * 24. Oktober 1999) ist ein thailändischer Fußballspieler.

## Karriere
Naratorn Pornjitkittichai erlernte das Fußballspielen in der Jugendmannschaft des thailändischen Erstligisten Buriram United in Buriram. 2019 wechselte er zum Chainat Hornbill FC. Der Verein aus Chainat spielte in der ersten Liga des Landes, der Thai Premier League. 2019 kam er für Chainat zweimal in der ersten Liga zum Einsatz. Ende 2019 musste er mit dem Klub in die zweite Liga absteigen.